# サクラリズム
『サクラリズム』は、宇佐美真紀による日本の漫画作品。
『Betsucomi』（小学館）にて2003年3月号から5月号まで連載された。作者にとっては初連載作品。

## あらすじ
母を亡くして以来、一家の主婦として幼い妹弟たちの世話をしてきたさつき。高校入学間近、妹たちと公園で桜を見ていると、写真を撮っている一人の少年と出会う。彼に母親に間違えられ落ち込んださつきだが、何と彼と高校で再会。
彼は有名な建設会社の御曹司・北澤だった。そのまま1年が過ぎ、ある日、さつきは北澤が若い女性とマンションへ入っていくところを目撃してしまう。

## 登場人物
川瀬 さつき（かわせ さつき）
小さなリフォーム会社を経営する父親と、5人の妹弟との7人暮らし。母親は末っ子を産んで間もなく亡くなった。それ以来、一家を支えてきた。
北澤 稔（きたざわ みのる）
北澤建設の御曹司。叔父の影響でカメラマンを志すようになり、父と対立、家出し、叔母夫婦の下に身を寄せる。
浅野 由紀子（あさの ゆきこ）
北澤の叔母。夫はフリーのカメラマン。
川瀬 窓花（かわせ まどか） / 剛志（つよし） / 美希（みき） / ほのか
さつきの妹弟たち。判明しているもののみ。

## 単行本収録作品
ひとつだけ。
『別冊少女コミック』2002年3月号 掲載
告白直前に失恋してしまった菊。だが諦めきれず、同じ高校に入るべく必死に勉強するが……。